# ريبيكا هاريل تيكيل
ريبيكا هاريل تيكيل (بالإنجليزية: Rebecca Harrell Tickell)‏ هي ممثلة أمريكية، ولدت في 2 مارس 1980 في الولايات المتحدة.

## وصلات خارجية
- ريبيكا هاريل تيكيل على موقع IMDb (الإنجليزية)
- ريبيكا هاريل تيكيل على موقع روتن توميتوز (الإنجليزية)
- ريبيكا هاريل تيكيل على موقع ألو سيني (الفرنسية)
- ريبيكا هاريل تيكيل على موقع أول موفي (الإنجليزية)
- ريبيكا هاريل تيكيل على موقع قاعدة بيانات الفيلم (الإنجليزية)